# John Fane, 7. Earl of Westmorland

Wappen des John Fane, 7. Earl of Westmorland

John Fane, 7. Earl of Westmorland (getauft 24. März 1686; † 26. August 1762) war ein britischer Heeresoffizier, Peer und Politiker.

## Leben
Er war der vierte Sohn des Vere Fane, 4. Earl of Westmorland (1646–1693), aus dessen Ehe mit Rachel Bence (1653–1711). Er besuchte ab 1698 das Eton College, absolvierte ab 1703 eine juristische Ausbildung an Lincoln’s Inn und studierte ab 1704 am Emmanuel College der Universität Cambridge.

### Politische Karriere
Von 1708 bis 1711 war er als Abgeordneter für das Borough Hythe, von 1715 bis 1722 für das County Kent und 1727 bis 1734 für das Borough Buckingham Mitglied des britischen House of Commons. Am 4. Oktober 1733 wurde ihm der erbliche irische Adelstitel Baron Catherlough, of Catherlough in the County of Catherlough, verliehen, wodurch er auch Mitglied des irischen House of Lords wurde. Am 4. Juli 1736 erbte er von seinem kinderlosen älteren Bruder Thomas Fane, 6. Earl of Westmorland (1683–1736) dessen englische Adelstitel als 7. Earl of Westmorland und 7. Baron Burghersh und wurde dadurch auch Mitglied des britischen House of Lords.
1737 erhielt er die öffenltichen Ämter des Lord Lieutenant von Northamptonshire und des Warden of the East Bailiwick of the Forest of Rockingham sowie 1739 das Amt des Master Forester and Keeper of the Cliff Bailiwick in the Forest of Rockingham. Von 1754 bis 1759 amtierte er als High Steward und 1759 bis 1762 als Kanzler der Universität Oxford.

### Militärkarriere
Parallel zu seinen politischen Tätigkeiten trat er im März 1709 als Captain des 6th Regiment of Horse (Cadogan’s Regiment of Horse) in die British Army ein. Im Spanischen Erbfolgekrieg kämpfte er mit diesem Regiment 1709 in der Schlacht bei Malplaquet und nahm am anschließenden Feldzug in Flandern teil. 1714 legte er seinen Dienstposten nieder und war 1715 bis 1717 Colonel des 37th Regiment of Foot. 1717 bis 1733 war er Colonel des 1st Troop of Horse Grenadier Guards und von 1733 bis 1737 Colonel des 1st Troop of Horse Guards. 1735 wurde er zum Brigadier-General, 1742 (rückwirkend ab 1735) zum Major-General und (rückwirkend ab 1739) zum Lieutenant-General sowie 1761 zum General of the Horse befördert.

### Familie
Im August 1716 heiratete er Mary Cavendish (1700–1778), Erbtochter des Lord Henry Cavendish, und Enkelin des William Cavendish, 1. Duke of Devonshire.
1720 beauftragte er den Architekten Colen Campbell mit dem Neubau seines Familiensitzes Mereworth Castle in Kent, der das neue Herrenhaus im palladianistischen Stil der La Rotonda in italienischen Vicenza 1725 fertigstellte.
Er starb am 26. August 1762 an einem Schlaganfall und wurde am 2. September 1762 in Mereworth begraben. Da seine Ehe kinderlos blieb, erlosch bei seinem Tod sein irischer Adelstitel. Seine englischen Titel fielen an seinen Neffen dritten Grades Thomas Fane (1701–1771) als 8. Earl of Westmorland. Sein Ländereien fielen im Wesentlichen an die Nachkommen seiner Schwestern.